# Erni Mangold
Pour les articles homonymes, voir Mangold.
Erni Mangold, de son vrai nom Erna Goldmann, est une actrice autrichienne née le 26 janvier 1927 à Großweikersdorf.

## Biographie
Erni Mangold vient d'une famille d'artistes. Son père est peintre. Sa mère, qui a abandonné une carrière de concertiste de piano pour sa famille, lui donne des cours de cet instrument à quatorze ans.
Après une formation à la Schauspielschule Krauss, elle est engagée de 1946 à 1956 au Theater in der Josefstadt puis de 1955 à 1963 au Deutsches Schauspielhaus à Hambourg et ensuite au Théâtre de Düsseldorf. Après plusieurs engagements à Vienne et en Allemagne, elle travaille en 1972 au Mozarteum puis devient enseignante au Theaterschule Helmut Kraus, au Max Reinhardt Seminar et de 1984 à 1995 à l'académie de musique et des arts du spectacle de Vienne.
Erni Mangold apparaît dans plus de soixante films et vingt téléfilms.
De 1958 à 1978, elle est l'épouse de l'acteur Heinz Reincke.

## Filmographie partielle
- 1948 : Das andere Leben
- 1948 : L'Ange à la trompette (Der Engel mit der Posaune) de Karl Hartl : Martha-Monika Alt
- 1952 : Abenteuer im Schloss (de)
- 1953 : L'Amoureuse Aventure
- 1953 : La Dernière Valse
- 1953 : La Chanson du vin nouveau (de)
- 1954 : L'Écho des montagnes (Echo der Berge) de Alfons Stummer : Karin
- 1955 : Hanussen de O. W. Fischer et Georg Marischka : Prisca, la partenaire d'Hanussen
- 1955 : Ingrid: Die Geschichte eines Fotomodells de Géza von Radványi : Hanne
- 1955 : Le Faux Adam
- 1956 : Docteur Vlimmen
- 1956 : Le Mariage du docteur Danwitz
- 1956 : Un Cœur rentre à la maison
- 1958 : La Muselière (en)
- 1958 : Éva ou les Carnets secrets d'une jeune fille (Die Halbzarte) de Rolf Thiele : Mizzi Schranz
- 1960 : La Profession de Madame Warren  (Frau Warrens Gewerbe) de Ákos von Ráthonyi : Liz
- 1960 : Elle est bien bonne (Sturm im Wasserglas) de Josef von Báky : Lisa
- 1967 : Les Violences de la nuit
- 1972 : Le Spécialiste des cœurs (Kinderarzt Dr. Fröhlich) de Kurt Nachmann : Thussy Zwiesel
- 1972 : Ils le baptisèrent Krambambuli (Sie nannten ihn Krambambuli) de Franz Antel : Emma Jellinek
- 1979 : Kassbach
- 1981 : Den Tüchtigen gehört die Welt
- 1981 : Der Bockerer de Franz Antel : La propriétaire du café Tosca
- 1995 : Before Sunrise de Richard Linklater : la chiromancienne
- 1997 : Qualtingers Wien de Harald Sicheritz : la fée du Prater
- 1998 : Drei Herren (de)
- 2008 : Duel au sommet (Nordwand) de Philipp Stölzl : Mamie Kurz
- 2008 : Une femme à Berlin (Anonyma - eine Frau in Berlin) de Max Färberböck : une femme de 80 ans
- 2009 : Horreur à Kaifeck (Hinter Kaifeck)  de Esther Gronenborn : Alma Lukas
- 2010 : Kottan ermittelt : Rien ne va plus de Peter Patzak : La mère Ziwoda
- 2011 : Anfang 80 de Gerhard Ertl et Sabine Hiebler : Herta
- 2013 : 3096 (3096 Tage) de Sherry Hormann : la grand-mère de Wolfgang
- 2013 : Und Äktschn! (de)
- 2014 : Der letzte Tanz (de)
- 2014 : Der Vampir auf der Couch (de)
- 2016 : Le Vieux qui ne voulait pas payer l'addition (Hundraettåringen som smet från notan och försvann) de Felix Herngren et Måns Herngren : Amanda Einstein

Télévision
- 1960 : Aufruhr
- 1966 : Hafenpolizei – Der Nerz
- 1966 : Die Hinrichtung
- 1970 : Der Kommissar – Die kleine Schubelik
- 1970 : Das Geld liegt auf der Bank
- 1973 : Hallo – Hotel Sacher … Portier! (série)
- 1974 : Tatort: Mord im Ministerium
- 1976 : Je veux seulement que vous m'aimiez (Ich will doch nur, daß ihr mich liebt) de Rainer Werner Fassbinder : la mère
- 1977 : Kottan ermittelt - Der Geburtstag
- 1989 : Tatort: Geld für den Griechen
- 1994 : Rex, chien flic : 12.L'Assassin de Vieilles Dames
- 1995 : Rex, chien flic – Destins Croisés
- 1998 : Rex, chien flic - La Mort de Moser
- 1999 : Tatort: Nie wieder Oper
- 2001 : Edelweiß
- 2001 : Blumen für Polt (de)
- 2002 : Der Bulle von Tölz - Der Liebespaarmörder
- 2002 : Wer liebt, hat Recht
- 2002 : Ein Hund kam in die Küche
- 2003 : Annas Heimkehr
- 2004 : Rêve d'été
- 2004 : Rex, chien filc - Le Crocodile du Danube
- 2007 : Zodiak – Der Horoskop-Mörder
- 2007 : Tatort: Familiensache
- 2007 : Copacabana
- 2009 : Romy Schneider
- 2010 : Tod in Istanbul
- 2011 : Pilgerfahrt nach Padua
- 2012 : Das Wunder von Merching
- 2013 : Tatort: Aus der Tiefe der Zeit
- 2015 : Ein Sommer im Burgenland
- 2015 : La Mort en héritage
- 2016 : Hundertmal Frühling

## Récompenses
- 2000 : Kammerschauspieler
- 2005 : Prix Nestroy du second rôle féminin.
- 2015 : Prix du cinéma autrichien de la meilleure actrice dans Der letzte Tanz

## Source de la traduction
- (de) Cet article est partiellement ou en totalité issu de l’article de Wikipédia en allemand intitulé « Erni Mangold » (voir la liste des auteurs).